# 欧维莱尔-莱福日
欧维莱尔-莱福日（法語：Auvillers-les-Forges）是法国香槟-阿登大区阿登省的一个市镇，属于沙勒维尔-梅济耶尔区小锡尼县。该市镇2009年时的人口为877人。

## 人口
欧维莱尔-莱福日人口变化图示
| 数据来源：INSEE |